# A Battle of Wits
Pour plus de détails, voir Fiche technique et Distribution.
A Battle of Wits (ch. & jap. : 墨攻 ; py : Mò Gōng ; rōmaji: Bokkō ou Bokukō ; littéralement « L'attaque du Mohiste ») est un film hongkongais, réalisé par Jacob Cheung, sorti en 2006.
Film dramatique et d'action de type historique, il est adapté d'un roman historique éponyme et de la série de mangas d'Hideki Mori, également inspirée du roman. Il est interprété par Andy Lau, Ahn Sung-ki, Wang Zhiwen, Fan Bingbing, Nicky Wu et Siwon Choi. 

## Synopsis
En 250 avant l'ère chrétienne, le canton de Liang est soudainement menacé par la puissante armée de la province Zhao, l'un des sept États de la Chine de la période des Royaumes combattants. Pour le commandement Zhao, écraser la cité de Liang ne devrait être qu'une formalité. Son objectif est d'entrer en guerre contre le royaume de Liang. 
Tandis que certains conseillers du roi de la cité et le roi lui-même seraient pour la reddition, la décision est prise de faire appel à l'école du philosophe Mo Zi. La réponse ne vient pas. L'armée ennemie est déjà proche. Un homme à pied, seul et sans arme arrive. Il s'agit de Ge Li (Andy Lau), un adepte de l'école Mo Zi. Pourtant, il va obtenir les pleins pouvoirs sur l'armée. Un jeu de stratégie se met en place entre le roi, son fils, les conseillers, et Ge Li organise la protection de la ville et de ses habitants. Mais la trahison et la peur de la trahison font aussi partie des éléments stratégiques. Le film met en scène les états d'âme et les tourments de Ge Li à faire la guerre en violation de l'amour universel, bien qu'il s'agisse de défendre des innocents.

## Fiche technique
- Titre original : 墨攻
- Titre international : A Battle of Wits
- Réalisation : Chi Leung Cheung
- Scénario : Chi Leung Cheung et Ken'ichi Sakemi
- Décors : Zhenzhou Yi
- Costumes : Huamiao Tong
- Photographie : Yoshitaka Sakamoto
- Montage : Chi-Leung Kwong
- Musique : Kenji Kawai
- Production : Chi Leung Cheung, Jianxin Huang, Satoru Iseki, Lee Joo-Ick, Zhongjun Wang
  - coproduction : Yoshimitsu Yoshitsuru
- Société(s) de production : Huayi Brothers Pictures, Sundream Motion Pictures, Boram Entertainment, Cubical Entertainment
- Pays : Chine | Japon | Corée du Sud | Hong Kong
- Langue originale : mandarin
- Durée : 133 minutes
- dates de sortie : 
  - Hong Kong : 23 novembre 2006
  - Singapour : 23 novembre 2006
  - Taïwan : 8 décembre 2006
  - Thaïlande : 28 décembre 2006
  - Corée du Sud : 10 janvier 2007
  - Japon : 3 février 2007
  - France : 31 mars 2007 (Festival du film asiatique de Deauville)

## Distribution
- Andy Lau (VFB : Mathieu Moreau) : Ge Li
- Ahn Sung-ki (VFB : Robert Guilmard) : le général Xiang Yan-zhong
- Wang Zhiwen (VFB : Jean-Michel Vovk) : le roi de Liang
- Choi Si-won (VFB : Pierre Lognay) : le prince de Liang
- Fan Bingbing (VFB : Séverine Cayron) : Yi Yue, chef de la cavalerie de Liang
- Nicky Wu (en) : l'archer Zi Tuan
- Wu Ma (VFB : Patrick Descamps) : le conseiller royal
- Chin Siu-ho (VFB : Franck Dacquin) : le général Niu Zizhang
- Yu Chenghui (en) : le général Dongbo

## Manga
Le film est en fait une adaptation du manga "Stratège" qui est en 11 volumes. Les 4 premiers volumes couvrent le film et le reste de l'histoire parle de la déviance de l'école Mozi face à leur idée originelle.